# بخاطر همه چیز
به خاطر همه چیز فیلمی به کارگردانی  و نویسندگی رجب محمدین محصول سال ۱۳۶۹ است.

## بازیگران
- الیزا جوهری
- ایما مشهدی زاده
- فاطمه گودرزی
- مهین امیرفضلی
- گراناز موسوی
- بلقیس ربیحاوی
- ماندانا اصلانی
- ملیحه نیکجومند
- فرنوش آل احمد
- روح‌انگیز مهتدی
- زهره سعیدی
- صفا آقاجانی
- مرضیه توکلیان
- ناهید حجازی
- مهرناز قره گزلو
- فلورا نظری
- اقدس صحت‌بخش
- حمیرا صفاری
- طاهره صافی
- مریم تهرانچی
- عذرا مردانیان
- نیلوفر کتیرایی
- افسانه نیری
- هوشنگ قوانلو
- حمید افشار
- داریوش رضوانی
- امیر ملکی
- عیسی صفایی
- محسن شاه کرمی
- علی میر
- فرزام امیرسلیمانی